# 奥勒·兰纳
奥勒·兰纳（瑞典語：Olle Lanner，1884年12月30日—1926年7月26日），生于博伦厄市镇，瑞典前男子竞技体操运动员。他曾获得1908年夏季奥运会体操比赛男子团体全能金牌。他于1926年在斯德哥尔摩去世。